# Pangrapta adoxopis
Pangrapta adoxopis là một loài bướm đêm trong họ Erebidae.